# Post Falls
Post Falls est une ville américaine située dans le comté de Kootenai, dans le nord-ouest de l'Idaho. Elle se trouve entre Spokane et Coeur d'Alene, le long de la rivière Spokane, et sa population s'élevait à 24 420 habitants en 2006. Elle doit son nom à Frederick Post, qui y construisit une scierie en 1871.